# Каценталь
Кацента́ль (фр. Katzenthal) — коммуна на северо-востоке Франции в регионе Гранд-Эст (бывший Эльзас — Шампань — Арденны — Лотарингия), департамент Верхний Рейн, округ Кольмар — Рибовилле, кантон Сент-Мари-о-Мин. Винодельческий район. До марта 2015 года коммуна административно входила в состав упразднённого кантона Кайзерсберг (округ Рибовилле).
Площадь коммуны — 3,5 км², население — 538 человек (2006) с тенденцией к стабилизации: 538 человек (2012), плотность населения — 153,7 чел/км².

## История
Поселение возникло в конце XII века вокруг замка Винек (нем. Burg Wineck). Впервые оно упоминается как Chacindale в документах Папы Луция III. В средние века Каценталь принадлежал маркграфству Ландсберг.

## Население
Численность населения коммуны в 2011 году составляла 544 человека, а в 2012 году — 538 человек.
| 1962 | 1968 | 1975 | 1982 | 1990 | 1999 | 2006 | 2007 | 2009 | 2011 | 2012 |
| ---- | ---- | ---- | ---- | ---- | ---- | ---- | ---- | ---- | ---- | ---- |
| 463  | 483  | 528  | 505  | 505  | 497  | 538  | 544  | 555  | 544  | 538  |

Динамика населения:

## Экономика
В 2010 году из 326 человек трудоспособного возраста (от 15 до 64 лет) 261 были экономически активными, 65 — неактивными (показатель активности 80,1 %, в 1999 году — 75,8 %). Из 261 активных трудоспособных жителей работали 254 человека (130 мужчин и 124 женщины), 7 числились безработными (5 мужчин и 2 женщины). Среди 65 трудоспособных неактивных граждан 23 были учениками либо студентами, 29 — пенсионерами, а ещё 13 — были неактивны в силу других причин.
На протяжении 2011 года в коммуне числилось 223 облагаемых налогом домохозяйства, в которых проживало 541,5 человек. При этом медиана доходов составила 25701 евро на одного налогоплательщика.

## Достопримечательности (фотогалерея)
- Вид на коммуну
- Вид на замок
- Руины замка Винек
- Церковь Святого Николая
- Здание мэрии-школы